# Бек, Льюис Калеб
Льюис Калеб Бек (англ. Lewis Caleb Beck, 1798—1853) — американский врач, ботаник, химик и минералог.

## Биография
Льюис Калеб Бек родился 4 октября 1798 года в городе Скенектади штата Нью-Йорк. В 1817 году Бек закончил Юнион-Колледж в Скенектади, где затем работал врачом. С 1820 по 1821 он жил и работал в Сент-Луисе, однако затем переехал в Олбани. С 1826 по 1829 Льюис Бек был профессором ботаники в Политехническом институте Ренсселира. С 1826 по 1832 он был профессором химии и ботаники в Вермонтской академии медицины. В 1827 году он некоторое время преподавал химию в колледже Мидлбери. В 1830 году Бек стал профессором Ратгерского колледжа (ныне Ратгерский университет), а в 1841 — Медицинского колледжа Олбани. В 1837 году он был назначен минералогом Нью-Йоркской географической службы. Льюис Калеб Бек скончался 20 апреля 1853 года в Олбани.
Большая часть типовых образцов растений, описанных Льюисом Беком, хранится в гербарии Музея штата Нью-Йорк в Олбани (NYS). Дубликаты имеются в гербариях Ботанического музея Берлин-Далем (B), Королевских ботанических садов Кью (K), Университета имени Христиана Альбрехта (KIEL), Парижского музея естественной истории (P) и Венского музея естествознания (W).

## Некоторые научные работы
- An Account of the Salt Springs at Salina (1823)
- Botany of the northern and middle states, or, A description of the plants found in the United States, north of Virginia arranged according to the natural system (1833)
- Natural History of the State of New York (1842)
- Botany of the United States North of Virginia (1848)

## Растения, названные в честь Л. К. Бека
- Neobeckia Greene, 1896[2] [syn.  Rorippa Scop., 1760]
- Bidens beckii Torr. ex Spreng., 1821
- Crataegus beckiana Sarg., 1906
- Monarda beckii Eaton, 1829 [syn.  Blephilia ciliata (L.) Benth., 1833]
- Perezia beckii Hook. & Arn., 1835 [syn.  Perezia recurvata Less., 1830]
- Spiranthes beckii Lindl., 1840 [syn.  Spiranthes lacera (Raf.) Raf., 1833]